# Machteld Allan
Machteld Allan (Velsen, 1964) is een Nederlandse schrijfster, historica en arabiste. Ze promoveerde met een verhandeling over de Arabische schriftgeleerde Ahmad ibn Tajmijja.

## Biografie
Allan studeerde geschiedenis en Arabisch aan de Universiteit van Amsterdam. Ze doceert zelf aan de Rijksuniversiteit Leiden.

## Publicaties
Ze publiceert regelmatig artikels in De Groene Amsterdammer, Trouw en Vrij Nederland. 
- Gesprekken met tijdreizigers (1993) co-auteur met Rene Moerland[3]
- Syrië en Jordanië, Reisboek (1996)[4]
- Hoe te beminnen (2007)
- Bid, vecht en heers (2019)